# Diócesis de Tívoli
La diócesis de Tívoli (en latín: Dioecesis Tiburtina y en italiano: Diocesi di Tivoli) es una circunscripción eclesiástica de la Iglesia católica en Italia. Se trata de una diócesis latina, inmediatamente sujeta a la Santa Sede. Desde el 3 de julio de 2008 su obispo es Mauro Parmeggiani. 

## Territorio y organización

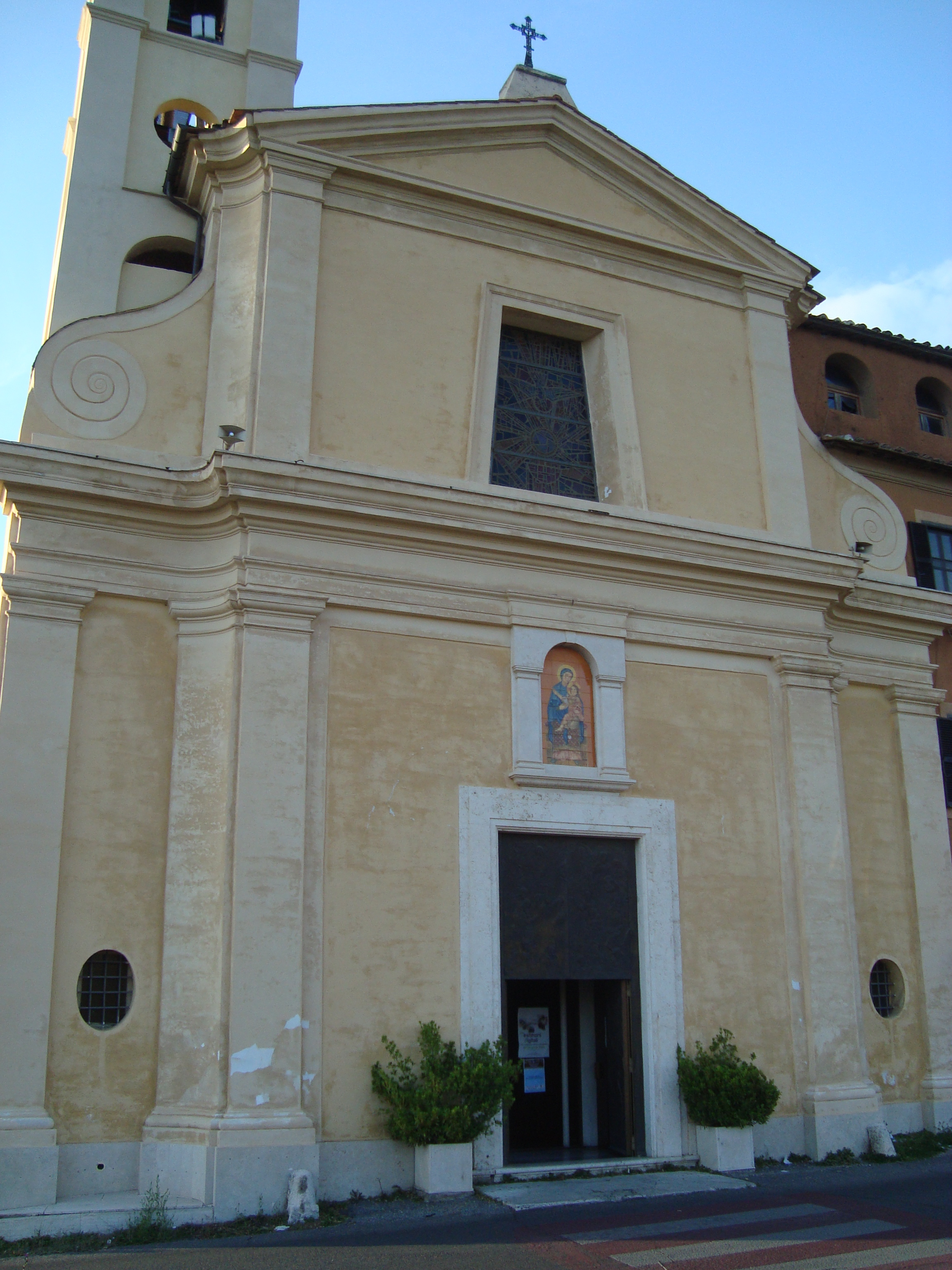
Santuario de la Santísima Virgen de las Gracias (Madonna di Quintiliolo), en Tívoli

La diócesis tiene 892 km² y extiende su jurisdicción sobre los fieles católicos de rito latino residentes en parte de la región del Lacio:
- 36 comunas de la Ciudad metropolitana de Roma Capital: Tívoli, Affile, Agosta, Anticoli Corrado, Arcinazzo Romano, Arsoli, Camerata Nuova, Canterano, Casape, Castel Madama, Cerreto Laziale, Cervara di Roma, Ciciliano, Cineto Romano, Gerano, Guidonia Montecelio,[nota 1] Jenne, Licenza, Mandela, Marano Equo, Marcellina, Percile, Poli, Riofreddo, Rocca Canterano, Roccagiovine, Roviano, Sambuci, San Gregorio da Sassola, San Polo dei Cavalieri, Sant'Angelo Romano, Saracinesco, Subiaco (excepto el área de pertenencia de la abadía territorial de Subiaco), Vallinfreda, Vicovaro y Vivaro Romano;
- la fracción de Guadagnolo en la comuna de Capranica Prenestina;
- la zona de San Vittorino en la comuna de Roma;
- 3 comunas de la provincia de Rieti: Orvinio, Pozzaglia Sabina y Turania.

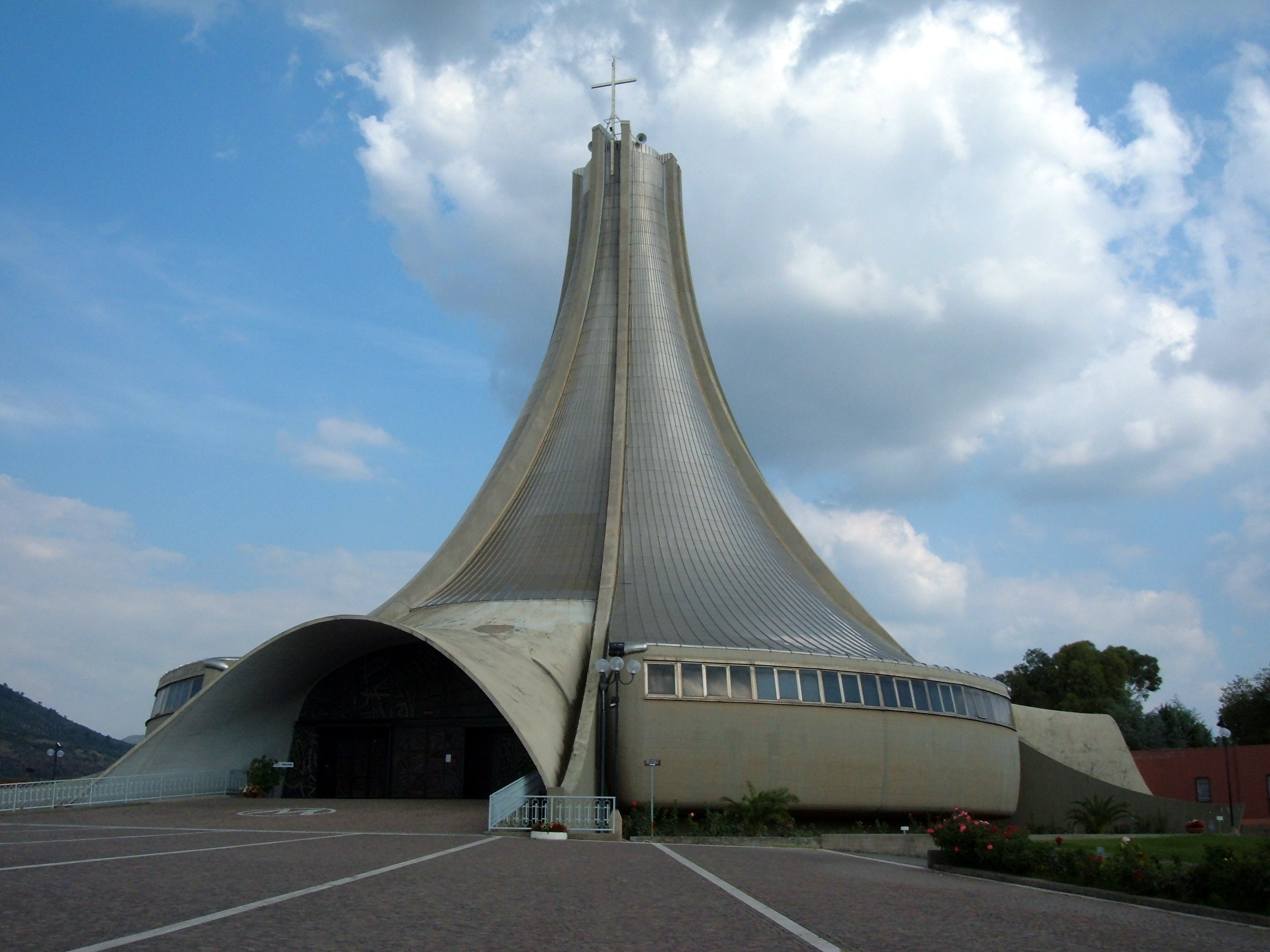
Santuario de la Santísima Virgen de las Gracias, en Tívoli

La sede de la diócesis se encuentra en la ciudad de Tívoli, en donde se halla la Catedral de San Lorenzo. Hay tres santuarios reconocidos en la diócesis: el santuario de la Santísima Virgen de las Gracias, conocido como Madonna di Quintiliolo, ubicado en Tívoli; el santuario de Nuestra Señora de Fátima, en la zona de San Vittorino en Roma; y el santuario de Santa María de las Gracias, conocido como santuario della Mentorella, ubicado en Guadagnolo. En Subiaco se encuentra la basílica de San Andrés, antigua concatedral de la abadía territorial de Subiaco.

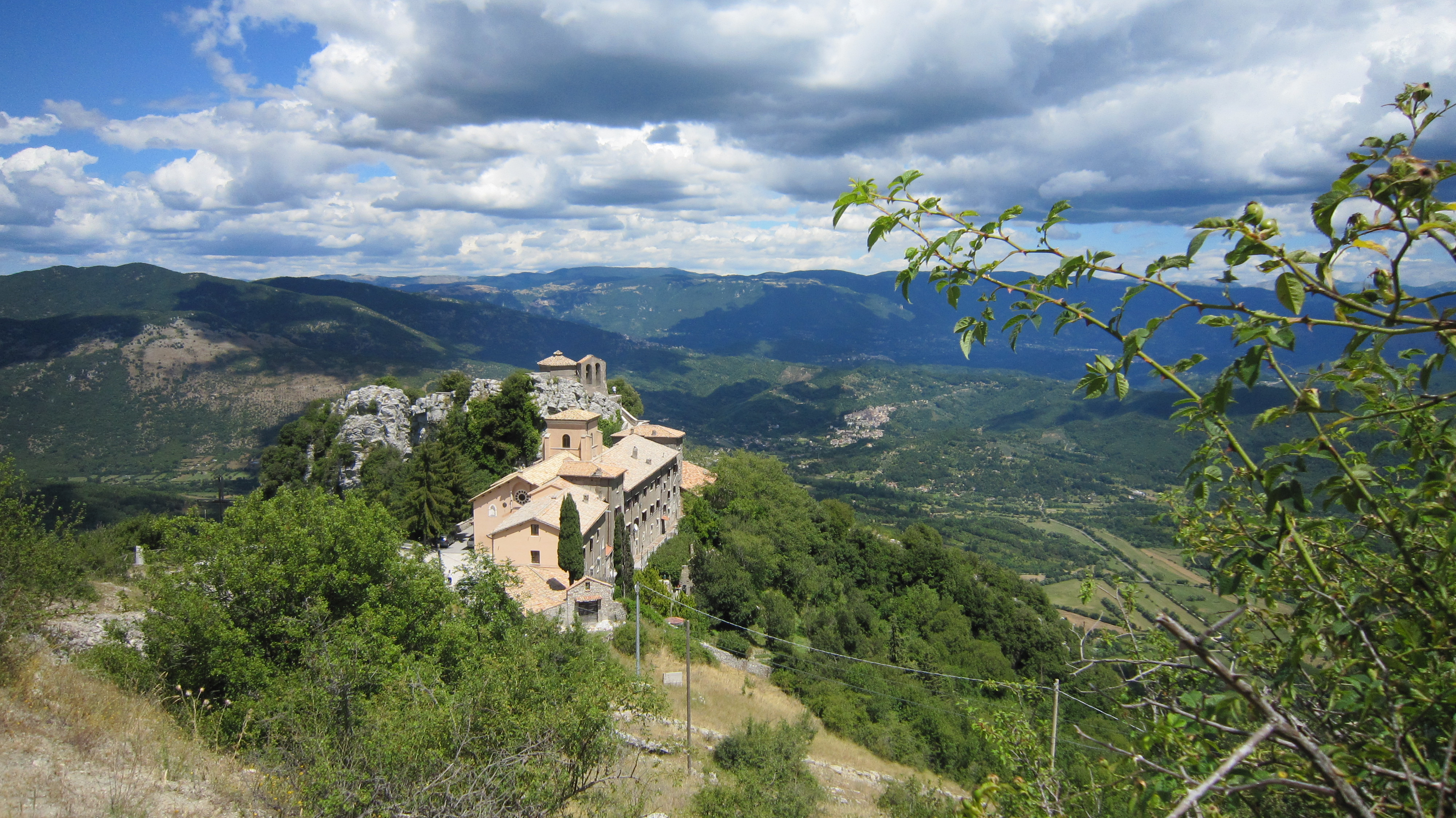
Santuario de la Mentorella, en Guadagnolo

En 2022 en la diócesis existían 84 parroquias agrupadas en 5 vicarías.

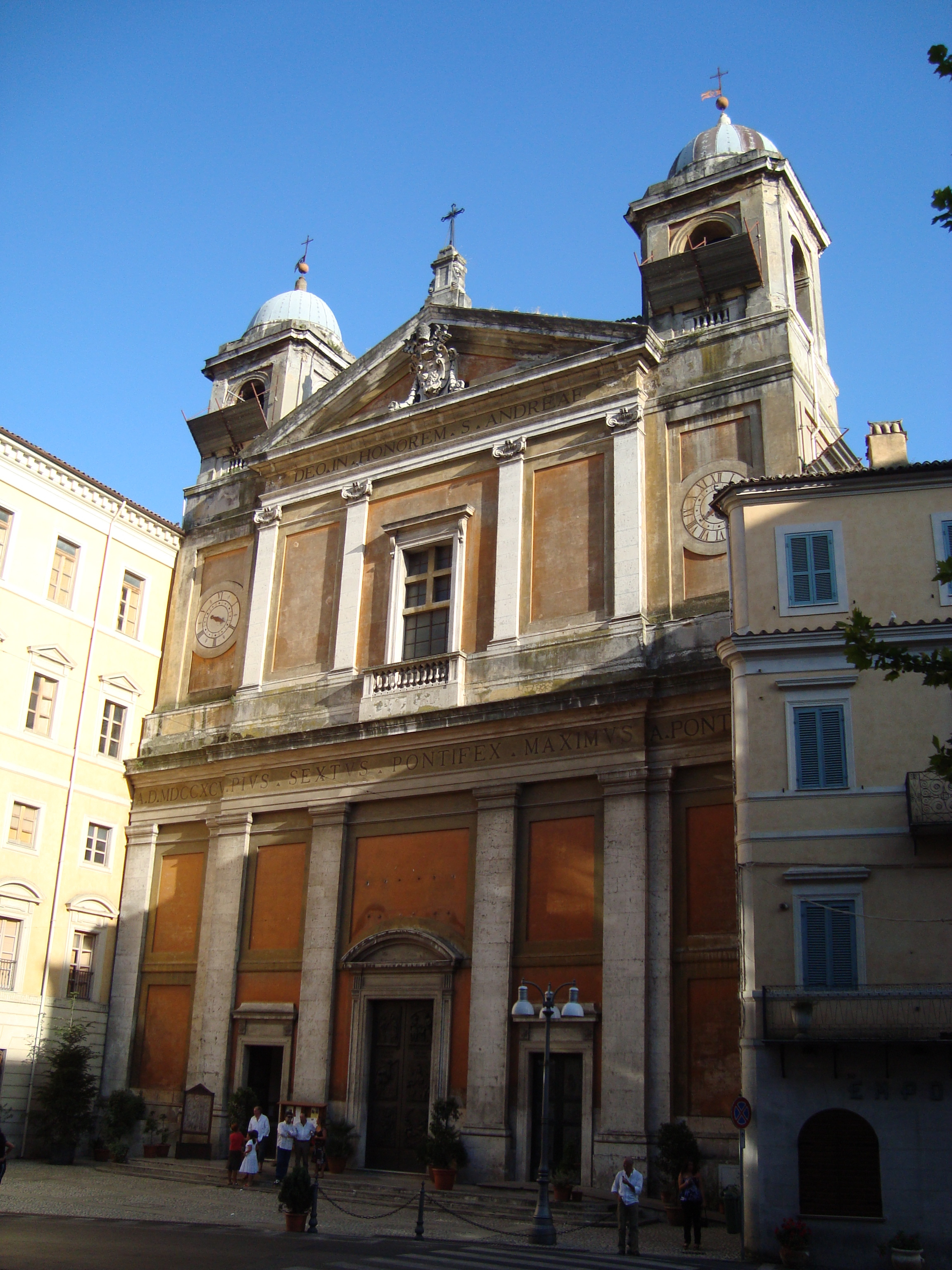
Colegiata de San Andrés, en Subiaco, concatedral de la abadía territorial de Subiaco de 1892 a 2002

## Historia
La expansión del cristianismo en la zona tiburtina se remonta a la época apostólica. Aunque la tradición atribuye el papel de primer obispo a san Quirino, la primera evidencia histórica se remonta al siglo IV, participando el obispo Pablo en la elección del antipapa Ursino en el año 366 en contraposición al papa Dámaso I.
La Iglesia local tiburtina está vinculada a la memoria de la pasión de santa Sinforosa y sus siete hijos; su martirio, testimoniado por el martirologio romano del 18 de julio, está también documentado por el descubrimiento, en el siglo XIX, de las catacumbas y de la basílica dedicada a la santa en la novena milla de la vía Tiburtina.
Tívoli fue fuertemente fortificada por Belisario en la guerra gótica, pero fue casi destruida por Totila en el año 540. Después de la invasión lombarda fue tomada por los bizantinos y formó parte del patrimonio de San Pedro, con un conde en representación del emperador. En 916 el papa Juan X obtuvo una victoria allí contra los sarracenos.
Famosa por su rebeldía, Tívoli se sublevó contra los papas bajo los emperadores Enrique IV y Enrique V, y contra el papa Inocencio II; otras veces luchó contra los rebeldes romanos, como fue bajo los papas Eugenio III y Adriano IV. En el siglo XIII, el Senado de Roma logró imponer un tributo a la ciudad y mantener el derecho de nombrar a los condes, que gobernarían en conjunto con los cónsules locales.
En el siglo XIV formó parte de la facción güelfa y apoyó firmemente al papa Urbano VI durante el Cisma de Occidente. Durante el gobierno de Pío II fue fortificada y Adriano VI quitó al Senado su jurisdicción. En 1527 fue saqueada por las partidarios del emperador Carlos V y los Colonna, siendo destruidos documentos históricos importantes durante el ataque. En 1547 fue ocupada de nuevo por el duque de Alba en una guerra contra el papa Pablo IV, y en 1744 por los austriacos.
Compuesta inicialmente por una buena parte del valle de Aniene, la diócesis tenía la tarea de extender la evangelización también a las zonas más internas. Probablemente esta sea la razón por la que, a pesar de su proximidad a Roma, nunca fue proclamada sede suburbicaria. Es de destacar que en 1513 todavía servía como sede suburbana indirecta y fue asignada a Francesco Soderini, quien anteriormente fue cardenal obispo de Sabina. En 1516 la sede suburbicaria de Palestrina quedó vacante y Francesco Soderini fue trasladado allí.
Hubo dos papas originarios de Tívoli, el papa Simplicio (468-483) y el papa Juan IX (898-900); mientras que Barnaba Chiaromonti, obispo de Tívoli de 1782 a 1784, llegó a ser papa en 1800 con el nombre de Pío VII. En tiempos del papa Simplicio se produjo la primera organización de la diócesis, gracias al trabajo conjunto del pontífice tiburtino y del obispo Cándido, cuyo nombre aparece en varios sínodos romanos organizados por los papas, desde Hilario (461-468) hasta Símaco (498-514).
A lo largo de los siglos su territorio de competencia ha sufrido numerosas variaciones, principalmente debido al nacimiento y difusión del monaquismo benedictino en la zona de Subiaco. Se creó así una relación conflictiva entre la diócesis tiburtina y la abadía sublacense, que provocó una reducción de la primera en favor de la segunda, que en 1638 obtuvo el estatus de abadía territorial con jurisdicción diocesana sobre un vasto territorio quitado a la diócesis de Tívoli.
El obispo Giovanni Andrea Croce (1554-1595) fue el encargado de aplicar las reformas deseadas por el Concilio de Trento, en el que había participado en sus dos últimas sesiones: convocó dos sínodos, en 1565 y 1585; realizó cuatro veces la visita pastoral a la diócesis; trabajó por un resurgimiento de las cofradías. Otro obispo significativo para la historia eclesiástica tiburtina fue el cardenal Giulio Roma, que reconstruyó la catedral (1635-1640), convocó un sínodo (1637) y estableció el seminario (1647).
Durante la ocupación napoleónica de los Estados Pontificios, el obispo Vincenzo Manni fue exiliado a Francia.
En 1841, con la reorganización eclesiástica de Sabina, las parroquias de los territorios de Orvinio, Pozzaglia Sabina (con la aldea de Montorio en Valle) y Turania pasaron de la diócesis de Sabina a la sede de Tívoli.
Tras la reducción del territorio de la abadía territorial de Subiaco, llevada a cabo el 16 de julio de 2002 con el decreto Venerabilis Abbatia Sublacensis de la Congregación para los Obispos, 22 parroquias de los municipios de Subiaco, Affile, Arcinazzo Romano, Jenne, Gerano, Cerreto Laziale, Agosta, Marano Equo, Canterano, Cervara di Roma y Camerata Nuova.
Desde el 19 de febrero de 2019 las sedes de Tívoli y Palestrina están unidas in persona episcopi.

## Estadísticas
Según el Anuario Pontificio 2023 la diócesis tenía a fines de 2022 un total de 184 210 fieles bautizados.
| Año                                                                             | Población            | Población | Población      | Sacerdotes | Sacerdotes    | Sacerdotes    | Bautizados por sacerdote | Diáconos permanentes | Religiosos | Religiosos | Parroquias |
| Año                                                                             | Bautizados católicos | Total     | % de católicos | Total      | Clero secular | Clero regular | Bautizados por sacerdote | Diáconos permanentes | Varones    | Mujeres    | Parroquias |
| ------------------------------------------------------------------------------- | -------------------- | --------- | -------------- | ---------- | ------------- | ------------- | ------------------------ | -------------------- | ---------- | ---------- | ---------- |
| 1950                                                                            | 64 800               | 65 000    | 99.7           | 90         | 65            | 25            | 720                      |                      | 25         | 60         | 45         |
| 1970                                                                            | 126 000              | 127 000   | 99.2           | 107        | 70            | 37            | 1177                     |                      | 43         | 254        | 55         |
| 1980                                                                            | 145 000              | 149 200   | 97.2           | 130        | 75            | 55            | 1115                     | 1                    | 114        | 260        | 56         |
| 1990                                                                            | 194 000              | 197 000   | 98.5           | 106        | 72            | 34            | 1830                     | 2                    | 48         | 250        | 62         |
| 1999                                                                            | 220 000              | 230 000   | 95.7           | 99         | 65            | 34            | 2222                     | 1                    | 44         | 160        | 62         |
| 2000                                                                            | 220 000              | 230 000   | 95.7           | 100        | 66            | 34            | 2200                     | 1                    | 44         | 160        | 62         |
| 2001                                                                            | 200 000              | 220 000   | 90.9           | 72         | 52            | 20            | 2777                     | 2                    | 25         | 140        | 62         |
| 2002                                                                            | 219 355              | 239 786   | 91.5           | 121        | 86            | 35            | 1812                     | 2                    | 80         | 180        | 85         |
| 2003                                                                            | 219 355              | 239 786   | 91.5           | 144        | 99            | 45            | 1523                     | 2                    | 49         | 180        | 84         |
| 2004                                                                            | 166 967              | 176 913   | 94.4           | 134        | 94            | 40            | 1246                     | 2                    | 51         | 248        | 84         |
| 2010                                                                            | 177 000              | 184 400   | 96.0           | 119        | 89            | 30            | 1487                     | 4                    | 33         | 182        | 82         |
| 2014                                                                            | 178 400              | 185 900   | 96.0           | 122        | 90            | 32            | 1462                     | 10                   | 34         | 174        | 84         |
| 2017                                                                            | 178 900              | 186 800   | 95.8           | 129        | 90            | 39            | 1386                     | 13                   | 46         | 124        | 84         |
| 2020                                                                            | 186 445              | 202 900   | 91.9           | 126        | 84            | 42            | 1479                     | 13                   | 45         | 120        | 84         |
| 2022                                                                            | 184 210              | 200 468   | 91.9           | 127        | 85            | 42            | 1450                     | 17                   | 45         | 98         | 84         |
| Fuente: Catholic-Hierarchy, que a su vez toma los datos del Anuario Pontificio. |                      |           |                |            |               |               |                          |                      |            |            |            |

## Episcopologio
- Paolo † (mencionado en 366)[nota 2]
- Fiorentino (o Fiorenzo) † (documentado en la época del papa Inocencio I)
- Candido † (antes de 465-después de 502)
- Anónimo † (mencionado en 545)[nota 3]
- Anastasio I † (mencionado en 595)[nota 4]
- Decorato † (mencionado en 649)
- Maurizio † (antes de 679-después de 680)
- Anastasio II † (mencionado en 721)
- Giovanni I † (antes de 743-después de 761)
- Teodosio † (antes de 769-después de 773)
- Sebastiano? † (mencionado en 826)[nota 5]
- Calvo † (época incierta, antes de 858)[nota 6]
- Orso † (mencionado en 853)
- Leone † (mencionado en 861)
- Pietro † (mencionado en 877)
- Uberto † (mencionado en 945)
- Giovanni II † (antes de 953-después de noviembre de 963)
- Benedetto I † (mencionado en 964)
- Amizzone (o Aurizo) † (antes de 971-después de 992)[nota 7]
- Gualtiero? † (mencionado en 993)[nota 8]
- Bosone † (antes de 1014?[nota 9]-después del 10 de marzo de 1029 falleció)[nota 10]
- Benedetto II † (antes del 12 de junio de 1029-circa 1030 falleció)
- Giovanni III † (antes de agosto de 1030-después de 1059)
- Adamo † (mencionado en 1071 circa)
- Pietro II † (mencionado el 25 de marzo de 1110)
- Manfredo † (antes del 18 de octubre de 1110-después de 1119)
- Guido † (antes de 1125-después de 1139)
- Ottone † (antes de 1148-después de 1157)[nota 11]
- Milone † (antes de 1179-después de 1187)[nota 12]
- Giacomo Antonio Colonna † (1210-después de mayo de 1219)[nota 13]
- Claro † (1219-?)
- Todino † (antes de 1248-antes del 18 de enero de 1252 falleció)
- Berardo † (antes del 21 de agosto de 1252[nota 14]-después de julio de 1256)
- Gottifredo † (?[nota 15]-23 de agosto de 1265 nombrado obispo de Rieti)
- Giacomo da Fossanova † (5 de diciembre de 1265-después 29 de noviembre de 1280[nota 16] falleció)
- Sabarizio † (10 de marzo de 1282-1318 falleció)
- Giacomo II, O.F.M. † (2 de octubre de 1318-circa 1320 falleció)
- Giovanni IV, O.F.M. † (5 de mayo de 1320-1337 falleció)
  - Branca, O.P. † (1337-1337 falleció) (obispo electo)
- Giovanni V, O.P. † (1 de octubre de 1337-agosto de 1342 falleció)
- Nicolò I † (23 de diciembre de 1342-1349? renunció)
- Daniele, O.E.S.A. † (5 de octubre[nota 17] 1349-1367 falleció)
- Filippo Gezza de Rufinis, O.P. † (8 de noviembre de 1367-1380 renunció)[nota 18]
- Pietro Cenci † (1380-después del 10 de marzo de 1388 falleció)[nota 19]
  - Nicola di Tagliacozzo † (1 de mayo de 1384-?) (antiobispo)
- Pietro Staglia † (antes del 15 de diciembre de 1389[nota 20]-1398 falleció)
- Domenico de Valerinis † (24 de septiembre de 1398-23 de diciembre de 1417 falleció)
- Sante da Cave † (14 de febrero de 1418-5 de mayo de 1427 falleció)
- Nicolò de Cesari † (7 de mayo de 1427-1450 falleció)
- Lorenzo, O.F.M. † (27 de julio de 1450-circa 1471 falleció)
- Angelo Lupi † (4 de septiembre de 1471-1485 falleció)
- Antonio de Grassi † (2 de marzo de 1485-5 de abril de 1491 falleció)
- Evangelista Maristelli † (29 de abril de 1491-septiembre de 1499 falleció)
- Angelo Leonini † (2 de octubre de 1499-3 de agosto de 1509 nombrado arzobispo de Sácer)
- Camillo Leonini † (3 de agosto de 1509-27 de junio de 1513 renunció)
- Francesco Soderini † (27 de junio de 1513-18 de julio de 1516 nombrado obispo de Palestrina)
- Camillo Leonini † (18 de julio de 1516-1527 falleció) (por segunda vez)
- Marcantonio Croce † (27 de enero de 1528-1554 renunció)
- Giovanni Andrea Croce † (26 de enero de 1554-4 de febrero de 1595 falleció)
- Domenico Toschi † (10 de mayo de 1595-31 de julio de 1606 renunció)
- Giovanni Battista Toschi † (31 de julio de 1606-29 de marzo de 1621 nombrado obispo de Rieti)
- Bartolomeo Cesi † (5 de mayo de 1621-18 de octubre de 1621 falleció)
- Marco Antonio Gozzadini † (25 de octubre de 1621-7 de junio de 1623 nombrado obispo de Faenza)
- Mario Orsini † (15 de abril de 1624-marzo de 1634 falleció)
- Giulio Roma † (21 de agosto de 1634-16 de septiembre de 1652 falleció)
- Marcello Santacroce † (14 de octubre de 1652-19 de diciembre de 1674 falleció)
- Federico Sforza † (28 de enero de 1675-24 de mayo de 1676 falleció)
- Mario Alberizzi † (22 de junio de 1676-4 de septiembre de 1679 renunció)
- Galeazzo Marescotti † (4 de septiembre de 1679-21 de noviembre de 1685 renunció)
- Antonio Fonseca † (11 de enero de 1690-febrero de 1728 falleció)
- Placido Pezzancheri, O. Cist. † (12 de abril de 1728-8 de diciembre de 1757 falleció)
- Francesco Castellini † (13 de marzo de 1758-19 de diciembre de 1763 nombrado obispo de Rímini)
- Tommaso Galli † (9 de julio de 1764-27 de abril de 1765 falleció)
- Giulio Matteo Natali † (5 de junio de 1765-28 de agosto de 1782 falleció)
- Barnaba (Gregorio) Chiaramonti, O.S.B. † (16 de diciembre de 1782-14 de febrero de 1785 nombrado obispo de Imola, luego electo papa con el nombre de Pío VII)
- Vincenzo Manni † (14 de febrero de 1785-15 de abril de 1815 falleció)
- Giovanni Battista a Santa Margarita Pietro Alessandro Banfi, O.C.D. † (22 de julio de 1816-12 de noviembre de 1817 falleció)
- Giuseppe Crispino Mazzotti † (16 de marzo de 1818-21 de febrero de 1820 nombrado arzobispo de Cervia)
- Francesco Canali † (28 de agosto de 1820-24 de abril de 1827 renunció[nota 21])
- Francesco Pichi † (21 de mayo de 1827-12 de diciembre de 1840 renunció[nota 22])
- Carlo Gigli † (14 de diciembre de 1840-13 de diciembre de 1880 renunció[nota 23])
- Placido Petacci † (13 de diciembre de 1880-5 de marzo de 1885 renunció[nota 24])
- Celestino del Frate † (27 de marzo de 1885-21 de mayo de 1894 nombrado arzobispo de Camerino)
- Guglielmo Maria D'Ambrogi, O.E.S.A. † (18 de marzo de 1895-noviembre de 1895 renunció)
- Pietro Monti † (29 de noviembre de 1895-30 de diciembre de 1902 renunció[nota 25])
- Prospero Scaccia † (22 de junio de 1903-5 de junio de 1909 nombrado arzobispo de Siena)
- Gabriele Vettori † (15 de abril de 1910-6 de diciembre de 1915 nombrado obispo de Pistoia y Prato)
- Luigi Scarano † (22 de marzo de 1917-25 de diciembre de 1931 falleció)
- Domenico Della Vedova † (4 de febrero de 1933-12 de abril de 1950 renunció[nota 26])
- Luigi Faveri † (13 de mayo de 1950-27 de diciembre de 1967 falleció)
  - Sede vacante (1968-1974)
- Guglielmo Giaquinta † (18 de marzo de 1974-25 de junio de 1987 renunció)
- Lino Esterino Garavaglia, O.F.M.Cap. † (25 de junio de 1987 por sucesión-25 de marzo de 1991 nombrado obispo de Cesena-Sarsina)
- Pietro Garlato † (30 de diciembre de 1991-5 de julio de 2003 retirado)
- Giovanni Paolo Benotto (5 de julio de 2003-2 de febrero de 2008 nombrado arzobispo de Pisa)
- Mauro Parmeggiani, desde el 3 de julio de 2008